# Hemiteles pygmaeus
Hemiteles pygmaeus là một loài tò vò trong họ Ichneumonidae.